# Ca' Pirami
Ca' Pirami is een plaats (frazione) in de Italiaanse gemeente Jesolo.

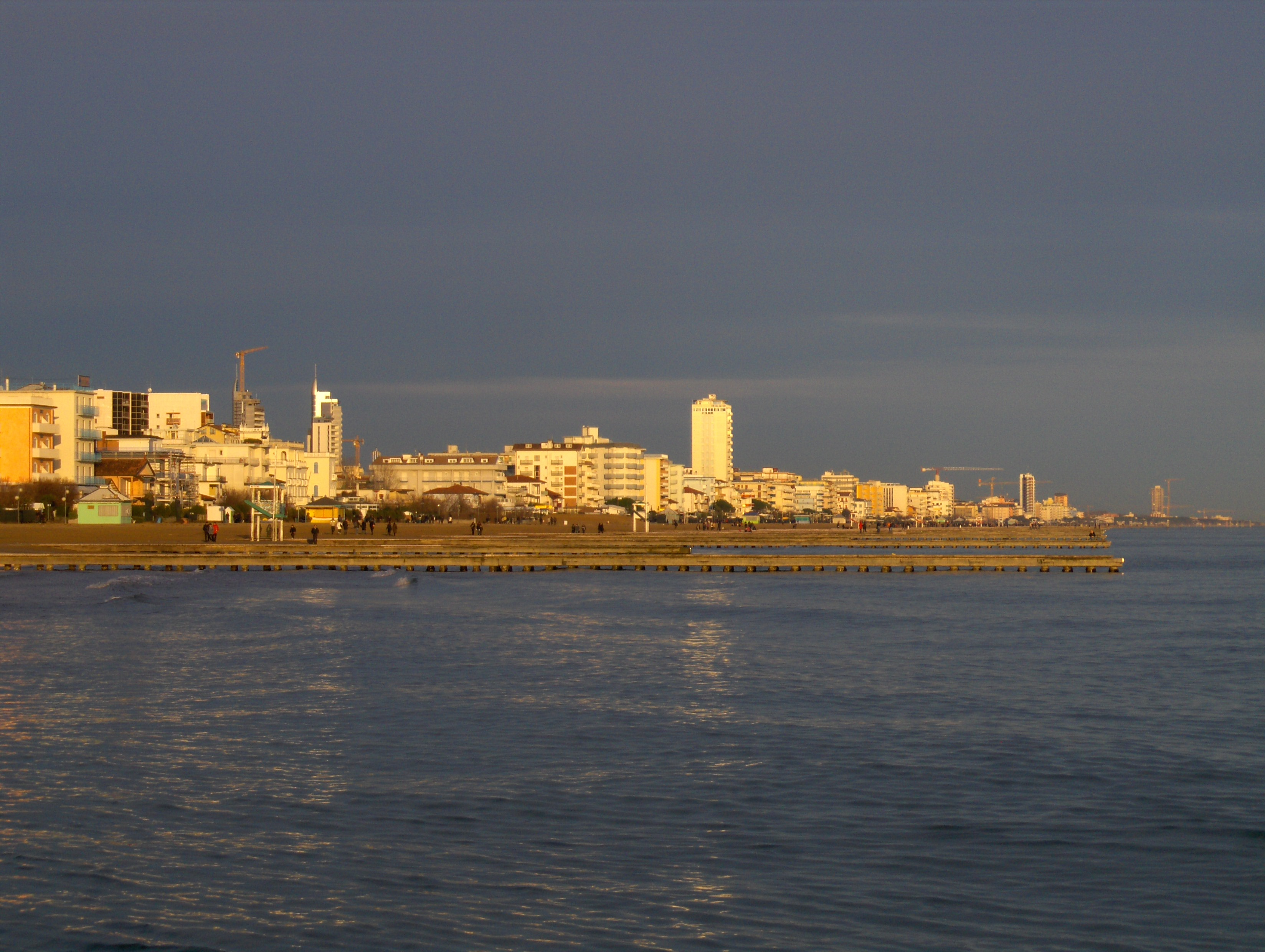
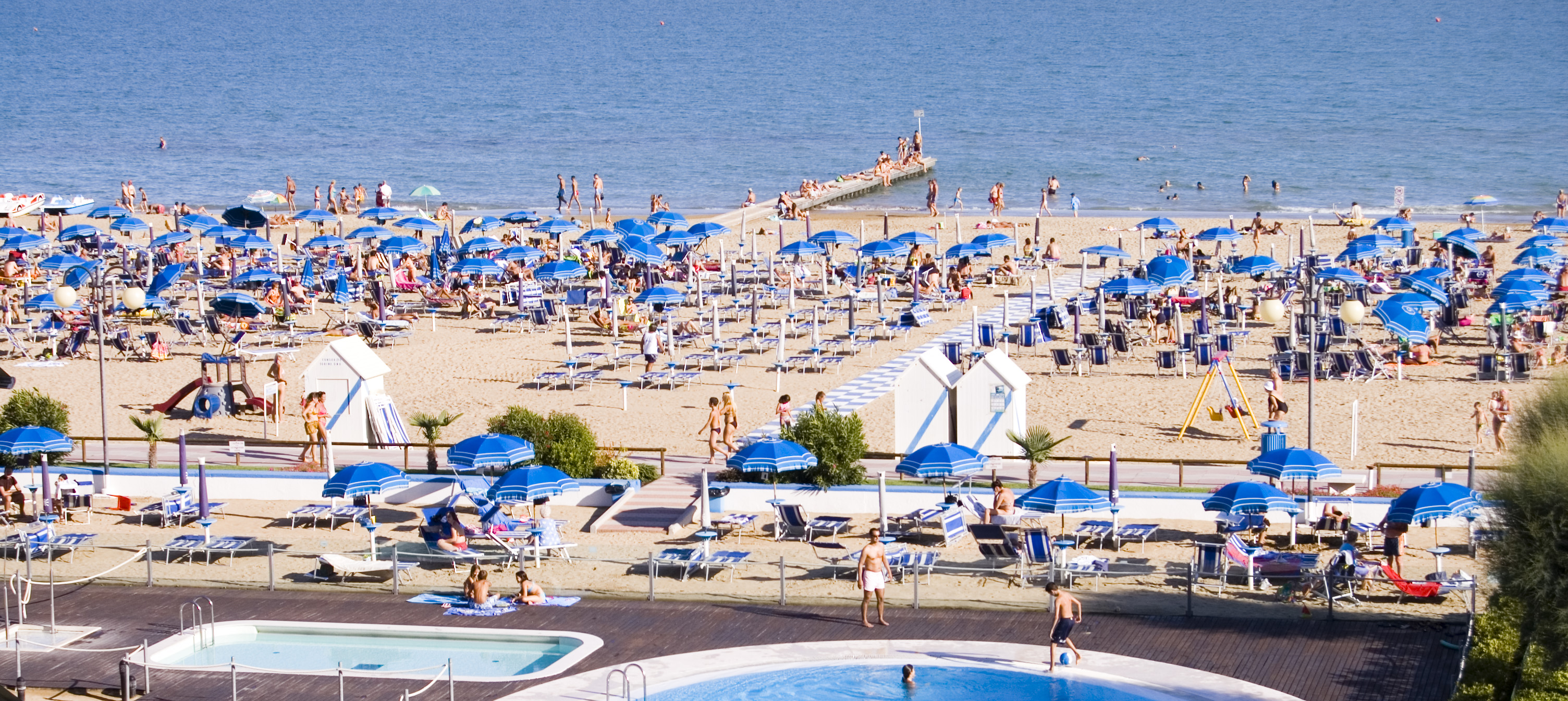
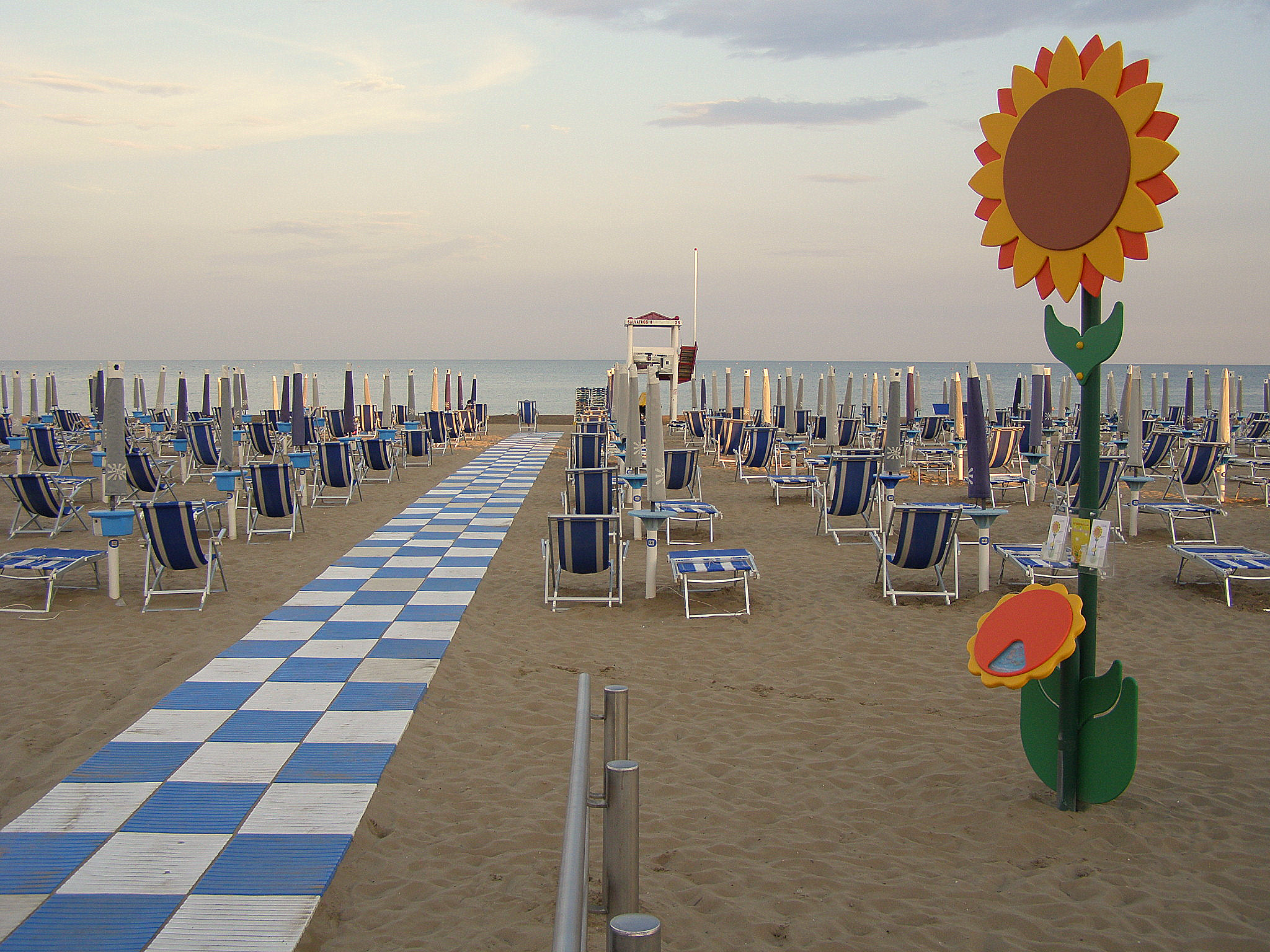
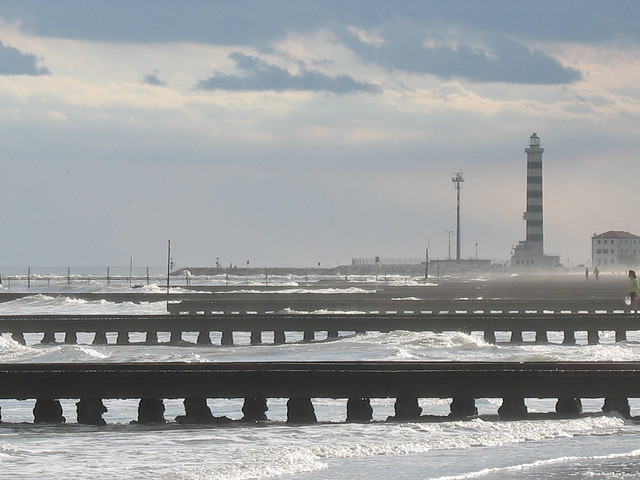
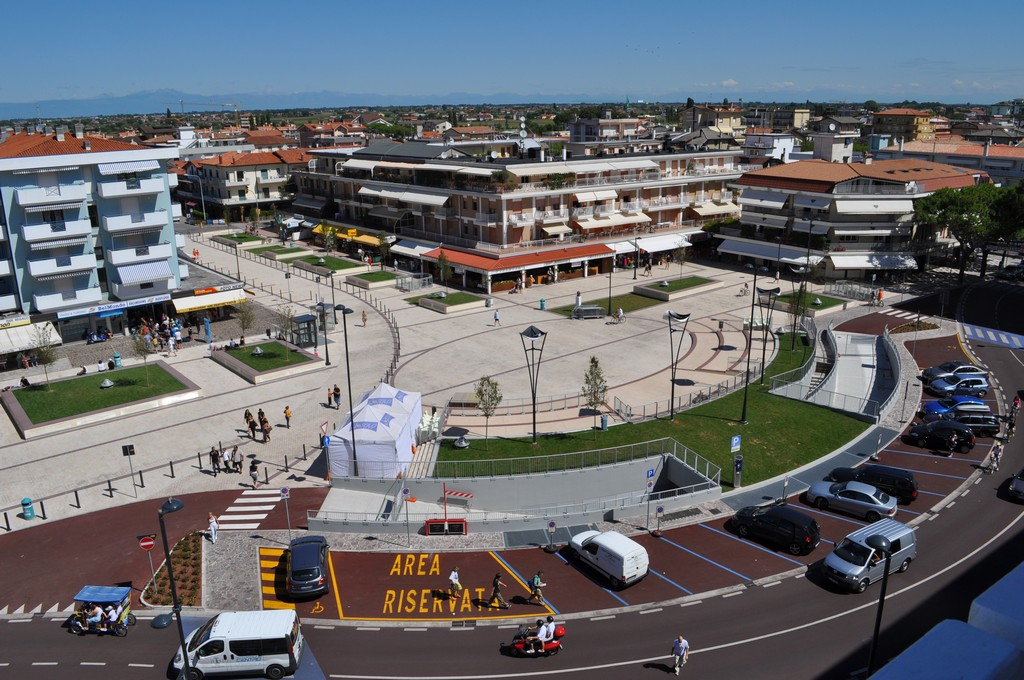